# Saint-Just (Ain)
Saint-Just è un comune francese di 917 abitanti situato nel dipartimento dell'Ain della regione dell'Alvernia-Rodano-Alpi.

## Società

### Evoluzione demografica
Abitanti censiti